# Sumberbendo (Pucang Laban)
Sumberbendo is een bestuurslaag in het regentschap Tulungagung van de provincie Oost-Java, Indonesië. Sumberbendo telt 1857 inwoners (volkstelling 2010).